# Ганс Галь
Ганс Галь (нім. Hans Gál; 5 серпня 1890, Брун-ам-Гебірге поблизу Відня — 3 жовтня 1987, Единбург) — австрійський композитор і музикознавець.

## Біографія
Закінчив Віденську консерваторію (1911), учень Ріхарда Роберта (фортепіано) і Євсевія Мандичевського (гармонія і аналіз), потім вивчав музикознавство в Віденському університеті у Гвідо Адлера і захистив в 1913 році дисертацію про стиль молодого Бетховена, яку Адлер вважав такою, що заслуговує публікації в книжковій серії, яку він редагував.
У роки Першої світової війни служив в австрійській армії. З 1919 р. викладав гармонію і контрапункт в Новій Віденської консерваторії. У 1929 році очолив Майнцьку консерваторію, але в 1933 році, з приходом до влади нацистів через єврейське походження був усунений від роботи і змушений був повернутися до Відня, а після аншлюса покинув і Австрію, емігрувавши у Велику Британію, де з початком Другої світової війни був інтернований. У 1945—1965 роках — професор Единбургзької консерваторії в якій викладав поліфонію і композицію, а також керував струнним оркестром. Після виходу на пенсію присвятив себе музикознавству, написавши книги про Брамса, Вагнера, Верді і Шуберта (є видання під назвою «Брамс. Вагнер. Верді. Три майстри — три світи», 1986).
Галь інтенсивно писав вже на початку 1910-х роках, проте більшість своїх ранніх робіт знищив. За свою першу симфонію він навіть був нагороджений премією в 1915 році, проте відмовився від можливості її опублікувати або виконати. Популярність прийшла до Галя-композитора в 1920-і роки завдяки його операм: «Лікар Зобеіди» (нім. Der Arzt der Sobeide; 1918), «Священна качка» (нім. Die heilige Ente; 1920) і «Нічна пісня» (нім. Das Lied der Nacht; 1924). Йому належать також 4 симфонії, концерти для фортепіано, скрипки, віолончелі з оркестром, струнні квартети (перший з яких, датований 1916 роком, був особливо відзначений критикою) та інша камерна музика.
Твори Галя записували піаніст Мартін Джонс, скрипаль Томас Альбертус Ірнбергер, віолончеліст Антоніо Менезес, оркестр «Північна симфонія» з диригентами Томасом Цетмайром і Кеннетом Вудсом і ряд інших виконавців.